# Yıldız Tilbe
Yıldız Tilbe, född 16 juli 1966 i İzmir, är en turkisk sångerska av kurdiskt ursprung. Hon är en av Turkiets mest kända sångerskor och musikproducenter.

## Diskografi
- Delikanlım - 1994 (+1.000.000)
- Dillere Destan - 1995
- Aşkperest - 1996
- Salla Gitsin Dertlerini - 1998
- Gülüm - 2001
- Haberi Olsun - 2002
- Yürü Anca Gidersin - 2003
- Yıldız'dan Türküler - 2004
- Sevdiğime Hiç Pişman Olmadım - 2004
- Papatya Baharı - 2005
- Tanıdım Seni - 2006
- Güzel - 2008
- Aşk İnsanı Değiştirir - 2009